# (141) Lumen
(141) Lumen és un asteroide que forma part del cinturó d'asteroides; va ser descobert per Paul Pierre Henry el 13 de gener de 1875 des de l'observatori de París, a França. Rep el nom per la novel·la Lumen de l'astrònom francès Camille Flammarion (1842-1925).
Lumen orbita a una distància mitjana del Sol de 2,665 ua, i pot allunyar-se'n fins a 3,237 ua i apropar-se fins a 2,093 ua. Té una inclinació orbital d'11,9° i una excentricitat de 0,2145. Fa una òrbita completa al Sol en 1.589 dies.